# ヒライユミカ
ヒライ ユミカ（1981年9月20日 - ）は、北海道で活動するタレント・ディスクジョッキーである。「YUMIKA（ユミカ）」名義も用いる。埼玉県出身。

## 経歴
小学校からは吹奏楽部に所属。パーカッションやサックス演奏の他、コンサートマスターとして指揮経験もあり。中学時はALTの発音矯正指導を受け、英語弁論大会にて市内優勝・県内2位の実績を持つ。
外国語科高校へ入学後はバンド活動も開始。高校卒業後は音楽活動と平行し、留学資金準備のためにインターナショナルホテルのフロント業務やテレフォンコミュニケーターなどで接客業に携る。23歳にて念願のオーストラリアにてワーキングホリデー、25歳から2年3か月間同国にて留学。
ZIP-FMが毎年開催しているDJオーディション「ミュージック・ナビゲーター・コンテスト」の2008年（第15回）準グランプリ受賞。
2015年3月をもってZIP-FMを離れ、北海道へ拠点を移した。それを機にDJネームを「YUMIKA（ユミカ）」に変更 。

## 現在の担当番組
2016年12月現在
- Share The Sounds 「ラジポップ！」（2016年10月 - 、日曜14時～16時）（HBCラジオ）

## 過去の担当番組
- RADIO KICK（2010年4月 - 2013年3月、水曜・木曜20時～23時）（ZIP-FM）
- SPICE UP（2013年4月 - 2014年3月、土曜・日曜6時～9時）（ZIP-FM）
- Z-POP STREET（2014年4月 - 2015年3月、月曜・火曜25時～27時）（ZIP-FM）
- SPOT MUSIC（2014年4月 - 2015年3月、日曜23時～25時）（ZIP-FM）
- 美的NAViバラエティ 名美女（第3金曜1時25分～）（東海テレビ）
- How about（2015年7月 - 2016年1月、月曜19時30分～55分）（AIR-G'）
- Sunday Brekkie Meeting（2016年4月 - 2016年9月、日曜9時～9時25分）（HBCラジオ）